# کلئوپاترا ۲۱۶
سیارک ۲۱۶ (به انگلیسی: 216 Kleopatra) دویست و شانزدهمین سیارک کشف شده‌است که در ۱۰ آوریل ۱۸۸۰ کشف شد.
قدر مطلق سیارک برابر ۷٫۳۰ است.